# Земля розмальованих печер
«Земля розмальованих печер» (англ. The Land of Painted Caves) — епічний історично-фантастичний роман американської письменниці Джін Мері Ауел, опублікований 29 березня 2011 року. Це продовження книги «Шлях через рівнину» і шостий, останній роман у серії «Діти Землі». У ній описано життя Ейли серед племен Зеландонії та її навчання для становлення одним із їхніх духовних лідерів.

## Стислий сюжет
У цій трискладовій книзі Ейла навчається науки для становлення духовним лідером Зеландонії. Більшість першої та другої частин книги стосуються безпосередньо її навчання. Третя частина книги містить більшу частину сюжету про взаємини Ейли та інших членів племен Зеландонії.
У першій частині роману Ейла перебуває на «Літній зустрічі», і починає знайомитися з обов'язками аколіта. Ейла і духовні вожді вирішують розпочати обряд Доні-Ейли — подорож священними печерами всієї Зеландонії. Джондалар, його дочка Джонейла, їх тварини та багато інших членів племені вирішують подорожувати з ними. Друга частина в основному стосується печер, які вони відвідують. У багатьох Священних печерах Древні люди, що жили раніше в Зеландонії, залишили малюнки. Ейла зустрічається з багатьма іншими Зеландоні, і одна з них дає їй мішечок із сушеними травами, що запахом нагадують м'яту. Ейла також виявляє, сліди Клану, представники якого також відвідували деякі Священні печери.
У третій частині книги Ейла відзначає проходження фаз сонця та місяця як частину своєї підготовки й посвяти в аколіти. Однієї ночі вона відволікається від своєї місії і вирішує поділитися Задоволеннями з Джондаларом, зачинаючи дитину. Більша частина членів її Дев'ятої Печери виїжджає на «Літню зустріч», але Ейла залишається поки в лагері до свята Купалля, для того, щоб закінчити спостереження за небесними тілами. За цей час вона піклується про Мартону, матір Джондалара, а також про інших членів своєї Печери. Однієї ночі Ейла робить м'ятний чай, а насправді заварює висушену трав'яну суміш, яка дається їй у другій частині книги, і називається «Поклик». Ейла кидає свій напій і біжить по річці в печеру, де проводить наступні три дні в галюцинаціях. Вовк будить її від видінь, і вона опамятовується в темній печері і дозволяє Вовку вивести її з неї, але перед цим вона знаходить сумку, заховану там Мадроманом, некваліфікованим аколітом, який підробив свій «Поклик», і який з юнацьких років відчував глибоку ненависть до Джондалара.
Люди з її Печери хвилювались через її відсутність, і дізнаються, що в Ейла втратила дитину. Наступні кілька днів вона проводить в Дев'ятій Печері, одужуючи від пережитого і допомагаючи народити дитину іншій жінці. Після народження дитини Ейла вирушає на «Літню зустріч». Після приїзду вона виявляє, що Дондалар ділиться Задоволеннями з Мароною (Марона — колишня дівчина Джондалара, яку він покинув відправившись у подорож з Тоноланом у другій книзі, і яка дуже вороже віднеслася до Ейли, спричинивши їй багато неприємностей, коли Ейла вперше приїхала в Зеландонію разом з Джондаларом). Це викликає розрив між Ейлою та Джондаларом. Ейла передає знайдену сумку Мадромана Зеландоні, і Мадромана виключають з лав Зеландоні через вчинений обман. Ейлу навпаки приймають до лав Зеландоні і вона намагається використати небезпечний галюциногенний корінь як частину її посвяти — чого дуже побоювався її перший наставник Мамут з лагеру Мамутоїв. Розрив з Джондаларом припиняється лише тоді, коли йому вдається вивести Ейлу зі смертельної коми, викликаної коренем.
Духовне знання, яке Ейла викладає громаді, полягає в тому, що чоловіки активні в зачатті дитини під час «Задоволення», що призводить до початку визнаного батьківства і що чоловіки мають на землі призначення, рівне, з жінками, і згодом призводить до потреба в моногамних сім'ях для зменшення ревнощів, прихильності до сексуальних партнерів та для того, щоб батьки брали на себе відповідальність за виховання дітей та забезпечення сім'ї. Цим самим формується ця доісторична культура, яка за своєю суттю піднімається до сучасного рівня.